# Deuce (Rory Gallagher)
Deuce è il secondo album da solista del cantante e chitarrista irlandese Rory Gallagher, pubblicato nel 1971.

## Il disco
A differenza dell'album precedente, che secondo l'artista stesso presentava un sound più compatto e regolare, Deuce fu un tentativo da parte di Rory Gallagher di catturare tutta l'energia di una performance dal vivo.

## I brani
L'album contiene nove brani originali.
I'm Not Awake Yet, quello iniziale, è considerato uno dei migliori scritti da Rory Gallagher. La canzone è apparsa in varie compilation, ma mai in un album dal vivo a causa del fatto che nella canzone sono presenti ben quattro sovraincisioni di chitarra.
Used To Be è una delle più famose canzoni di Rory e appare a sua volta in numerose antologie. A differenza della precedente, è stata spesso eseguita dal vivo.
Don't Know Where I'm Going è un brano acustico che permette di notare le particolarità stilistiche del modo di suonare del chitarrista.
Maybe I Will è uno tra i minori brani dell'album in quanto è meno conosciuto rispetto agli altri, ma rivela l'importante influenza del merseybeat sullo stile chitarrista.
In Whole Lot of People, nonostante la parte cantata non risulti come una delle migliori esibizioni dell'artista, sono notevoli il riff d'apertura e l'utilizzo dello slide nell'assolo di chitarra.
In Your Town è un pezzo molto amato dai fan, infatti divenne presto uno dei numeri preferiti ai concerti.
Should've Learnt My Lesson è un blues di stampo classico, alla maniera di Muddy Waters.
There's a Light, apparsa anche sull'antologia Sinner & Saint, è una canzone malinconica, basata su giri jazz tradizionali.
Out of My Mind è un altro brano acustico, in cui si rivela l'influenza di Doc Watson, chitarrista folk degli anni sessanta. È notevole qui l'utilizzo della tecnica del finger picking.
Creste of a Wave, la canzone che chiude il disco, secondo quanto molti critici sostengono, sarebbe l'apice della creatività raggiunto da Rory Gallagher.
Nella versione rimasterizzata del 1997 è stata inserita la traccia bonus Persuasion, di stampo hard rock.

## Tracce
1. I'm Not Awake Yet (Rory Gallagher) - 5:24
2. Used to Be (Rory Gallagher) - 5:06
3. Don't Know Where I'm Going (Rory Gallagher) - 2:42
4. Maybe I Will (Rory Gallagher) - 4:15
5. Whole Lot of People (Rory Gallagher) - 4:57
6. In Your Town (Rory Gallagher) - 5:47
7. Should've Learnt My Lesson (Rory Gallagher) - 3:36
8. There's a Light (Rory Gallagher) - 5:59
9. Out of My Mind (Rory Gallagher) - 3:05
10. Crest of a Wave (Rory Gallagher) - 6:00

### Traccia bonus
1. Persuasion (Rory Gallagher) - 4:42

## Formazione
- Rory Gallagher - chitarra elettrica, chitarra acustica, voce, armonica a bocca, sassofono, mandolino
- Gerry McAvoy - basso
- Wilger Campbell - batteria, percussioni